# Maria Hemelvaartskerk (Bled)

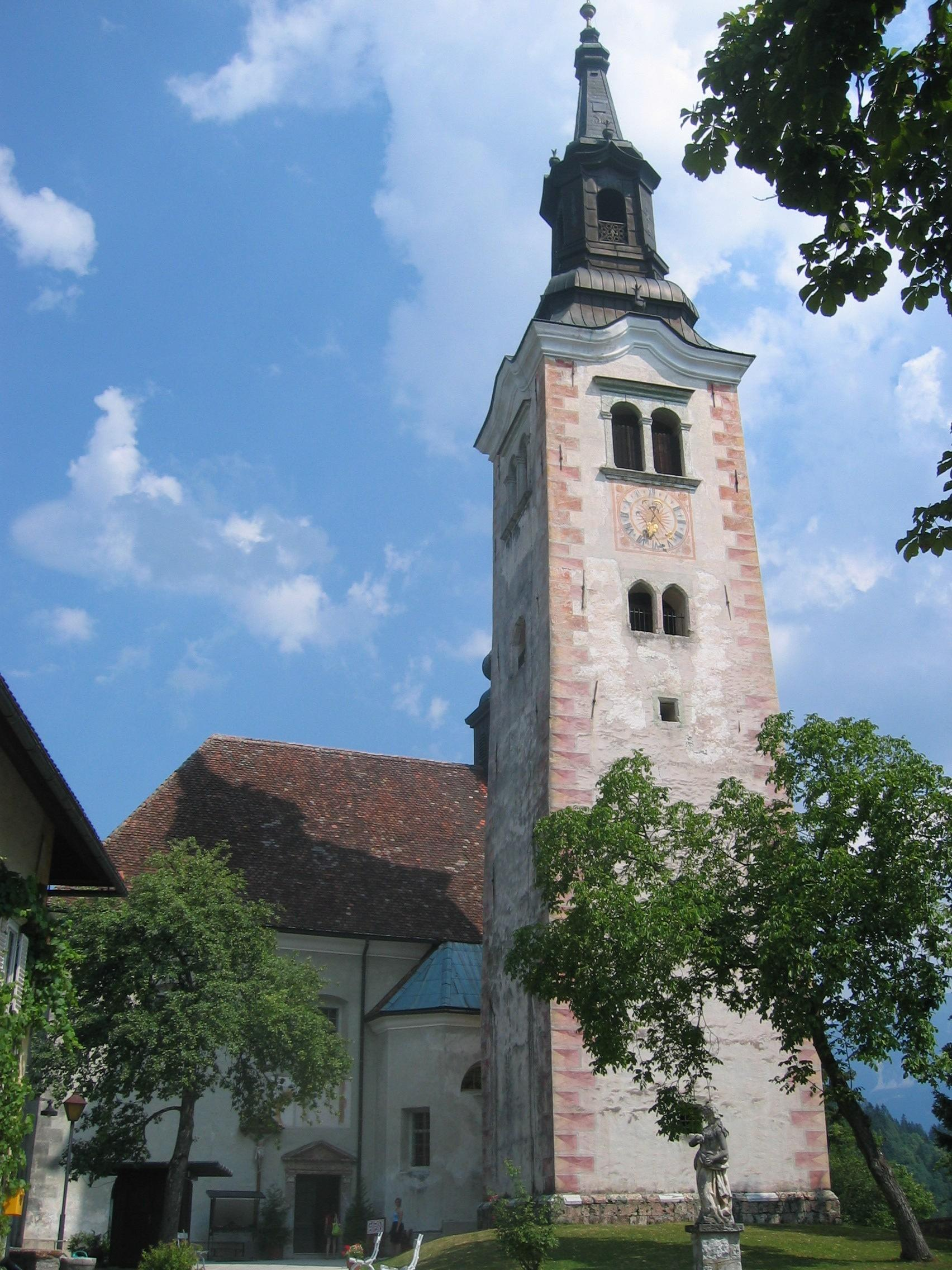
Maria Hemelvaartkerk

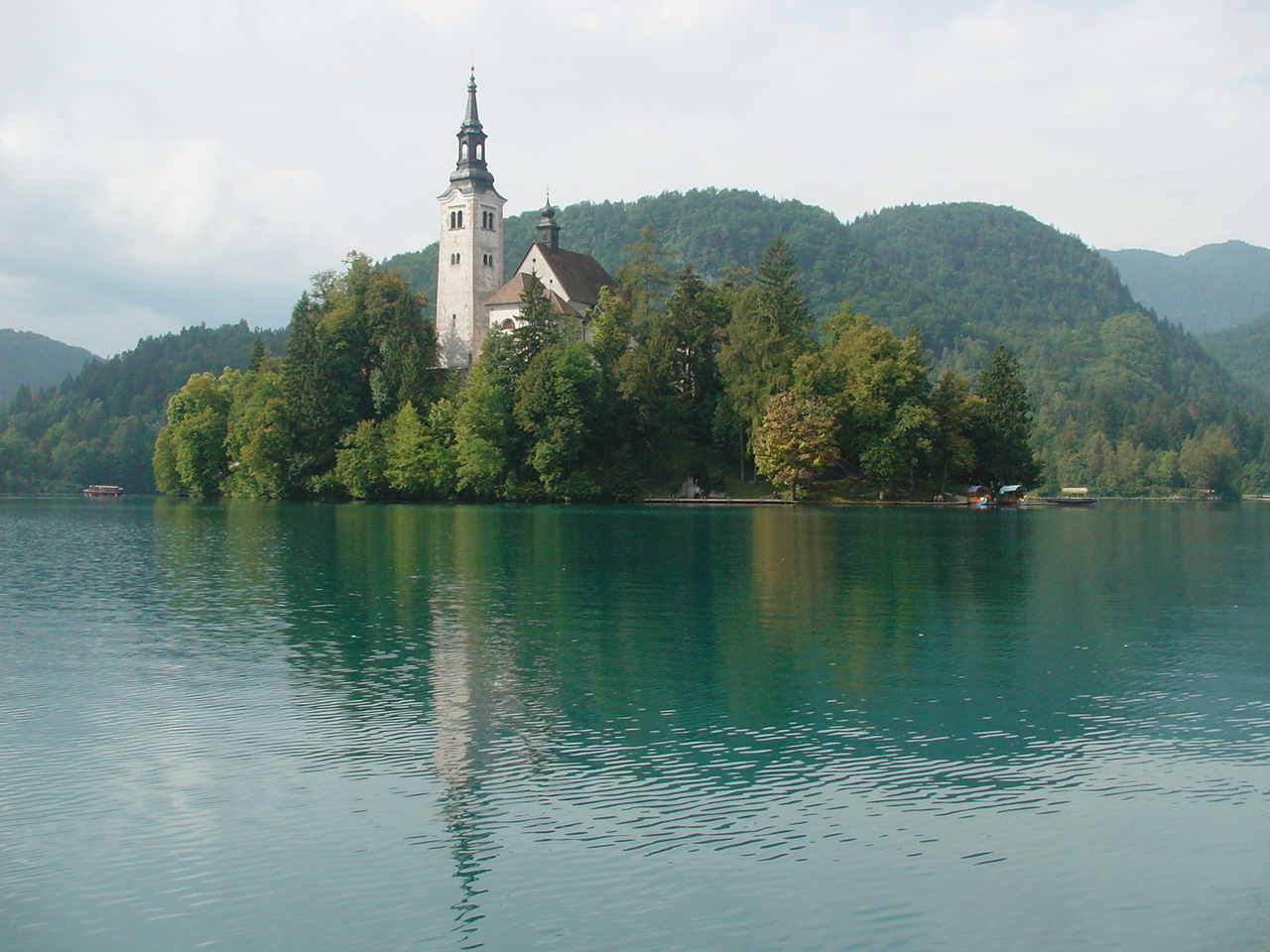
Maria Hemelvaartkerk in het Meer van Bled

De Maria Hemelvaartkerk is een kerk op het eilandje Blejski Otok in het midden van het Meer van Bled bij Bled in Slovenië.
De oorspronkelijke 15de-eeuwse kerk heeft een gotische stijl. In 1465 werd de kerk ingewijd door de eerste bisschop van Ljubljana, Žiga Graaf Lamberg.  In 1509 is de kerk door een aardbeving beschadigd.  Overgebleven zijn fresco’s en het altaar. De huidige kerk is uit de 17de  eeuw.
Het heeft een hoofdaltaar uit 1747 dat rijkelijk is gebeeldhouwd. De klokkentoren is 54 meter hoog en heeft drie klokken.